# Liste der Naturdenkmale in Hartenstein (Sachsen)
Die Liste der Naturdenkmale in Hartenstein (Sachsen) nennt die Naturdenkmale in Hartenstein im sächsischen Landkreis Zwickau.

## Definition
„Naturdenkmäler sind rechtsverbindlich festgesetzte Einzelschöpfungen der Natur oder entsprechende Flächen bis zu fünf Hektar, deren besonderer Schutz erforderlich ist
1. aus wissenschaftlichen, naturgeschichtlichen oder landeskundlichen Gründen oder
2. wegen ihrer Seltenheit, Eigenart oder Schönheit.“

„§ 18 – Naturdenkmäler – (zu § 28 BNatSchG)
(1) Die Erklärung nach § 22 Abs. 1 BNatSchG von Teilen von Natur und Landschaft als Naturdenkmal erfolgt durch Rechtsverordnung oder Einzelanordnung.
(2) Über § 28 Abs. 1 BNatSchG hinaus können Naturdenkmäler zur Sicherung von Lebensgemeinschaften oder Lebensstätten von im Bestand gefährdeten oder streng geschützten Arten festgesetzt werden.“

## Liste
Diese Auflistung unterscheidet zwischen Flächennaturdenkmalen (FND) mit einer Fläche bis zu 5 ha (bei Verordnung nach DDR-Recht auch mehr) und Einzel-Naturdenkmalen (ND).
Link zu einem Kartenansichtstool, um Koordinaten zu setzen.
| Bild                          | Bezeichnung                         | Lage                                           | Beschreibung | Datum | Nummer       |
| ----------------------------- | ----------------------------------- | ---------------------------------------------- | --- | ----- | ------------ |
| Fotos hochladen               | Erlen-Auwald Stein                  | Stein (50° 38′ 46,3″ N, 12° 39′ 51,9″ O)       | FND. 2,4 Hektar Fläche. Der Erlen-Eschen-Auwald im flussbegleitenden Schwemmbereich der oberen Zwickauer Mulde dient als Lebensraum auenspezifischer Pflanzen- und Tiergemeinschaften sowie als Rast- und Nahrungsplatzes für zahlreiche Gastarten. | 2004  | Z364.231.006 |
| BW                            | Schlossberghang Haag in Hartenstein | Hartenstein (50° 39′ 42,8″ N, 12° 40′ 33,3″ O) | FND. 9385 m² Fläche. Schutz des Ensembles aus Schlossruine Hartenstein und Vegetation des Schlossberghanges, eines repräsentativen und bedeutsamen Eschen-Ahorn-Schlucht- und Schatthangwaldes und seiner Altbaumbestände. Der schwer zu bewirtschaftende Steilhang des nach Norden abfallenden Geländesporns wurde von der intensiven forstwirtschaftlichen Nutzung ausgenommen. Es gibt Vorkommen der gefährdeten Pflanzenart Türkenbund-Lilie, Mondviole, Gefleckter Aronstab, Wald-Segge und Wald-Bingelkraut, sowie der durch das Ulmensterben selten gewordenen Berg-Ulme. | 2012  | Z364.231.024 |
| BW                            | Steiner Schlosshang                 | Stein (50° 39′ 6,2″ N, 12° 39′ 47,4″ O)        | FND. 4986 m² Fläche. | 1990  | Z364.231.032 |
| mehr Fotos \| Fotos hochladen | Geschützte Wiesenschlüsselblume     | Zschocken (50° 41′ 3,4″ N, 12° 38′ 35,2″ O)    | FND. 1840 m² Fläche. | 1982  | Z364.231.091 |
| mehr Fotos \| Fotos hochladen | Hochzeits-Eichen                    | Hartenstein (50° 39′ 28,8″ N, 12° 40′ 48,3″ O) | Im Waldstück hinter dem Bad stehen mehrere Stiel- und Traubeneichen sowie eine Winterlinde. Bis 1945 wurde hier jeweils ein Baum gepflanzt, wenn eine Fürstenhochzeit in Hartenstein stattfand. | 1964  |              |
| mehr Fotos \| Fotos hochladen | 2 Eichen                            | Stein (50° 39′ 0,9″ N, 12° 39′ 46,5″ O)        | Die beiden Eichen stehen in einem Privatgrundstück nordöstlich der Burg Stein. | 1964  |              |
| BW                            | Schlosspromenade                    | Hartenstein (50° 39′ 31,8″ N, 12° 40′ 56,2″ O) | | 1964  |              |
| mehr Fotos \| Fotos hochladen | Linde                               | Zschocken (50° 41′ 16,2″ N, 12° 40′ 12,6″ O)   | Standort gegenüber der Schule in Oberzschocken. | 1965  |              |
| mehr Fotos \| Fotos hochladen | Eiche am Friedhof                   | Thierfeld (50° 39′ 50,8″ N, 12° 40′ 51,6″ O)   | Standort an der Friedhofsmauer neben dem Weg zum Thierfelder Bach. | 1999  |              |